# Les Jours heureux (film, 2013)
Pour les articles homonymes, voir Les Jours heureux.
Pour plus de détails, voir Fiche technique et Distribution.
Les Jours heureux est un documentaire français réalisé par Gilles Perret, sorti en 2013.

## Synopsis
La rédaction du programme du Conseil national de la Résistance intitulé : Les Jours heureux.
Quand l'utopie des Résistants devint réalité... Entre mai 1943 et mars 1944, sur le territoire français encore occupé, seize hommes appartenant à tous les partis politiques, tous les syndicats et tous les mouvements de résistance vont changer durablement le visage de la France. Ils vont rédiger le programme du Conseil National de la Résistance intitulé magnifiquement : « Les jours heureux ». Ce programme est encore au cœur du système social français puisqu’il a donné naissance à la sécurité sociale, aux retraites par répartition, aux comités d’entreprises…,.
Ce film de témoignages et de commentaires sur les changements apportés au système social, basé sur la mémoire des membres survivants du CNR et des interventions d'économistes et hommes politiques contemporains, balance entre la gravité de la description des atrocités commises pendant la Seconde Guerre mondiale dans tous les camps, l'utopie qui a permis aux membres du CNR de définir un but sur lequel se raccrocher au cours de leurs combats et l'ironie, parfois amère, face au constat d'attaque, par la classe politique néo-libérale, de ce projet pour la France qui leur a permis de donner un sens commun à leur lutte contre l'armée occupante. Notamment, Raymond Aubrac précise avec amertume que le programme du CNR a commencé à être démantelé « au début des années 1980 » (sous-entendant sous un gouvernement de gauche), puis n'hésite pas à traiter, avec beaucoup d'humour, Denis Kessler de « meilleur allié de la gauche » pour avoir osé déclarer sa volonté de « défaire méthodiquement le programme du CNR » (citation complète)
Léon Landini, dont le témoignage sert de fil conducteur à la narration, échange avec Stéphane Hessel sur l'actualité de la défense du programme du CNR. Pour empêcher le démantèlement du programme du CNR, Léon Landini explique qu'il est nécessaire de sortir de l'Union Européenne et de l'Euro, notamment pour recouvrer cette souveraineté nationale et populaire qui était au cœur de la résistance et tout à fait centrale dans le programme du CNR[source secondaire souhaitée].

## Fiche technique
- Titre : Les Jours heureux
- Réalisation : Gilles Perret
- Production : Fabrice Ferrari
- Distribution : La Vaka Productions
- Musique : Laurie Derouf
- Montage : Stéphane Perriot
- Pays d'origine :  France
- Format : couleur - 16/9
- Genre : documentaire
- Durée : 97 minutes
- Date de sortie : 2013

## Distribution
- Raymond Aubrac : résistant
- Robert Chambeiron : secrétaire du CNR
- Daniel Cordier : secrétaire de Jean Moulin
- Jean-Louis Crémieux-Brilhac : résistant
- Stéphane Hessel : résistant
- Léon Landini : Résistant FTP MOI - Président du PRCF
- Laurent Douzou : historien
- Nicolas Offenstadt : historien
- Christophe Ramaux : économiste
- François Bayrou
- Jean-François Copé
- Nicolas Dupont-Aignan
- François Hollande
- Jean-Luc Mélenchon